# Ne povej, kaj si sanjala
Ne povej, kaj si sanjala je roman slovenskega pisatelja Ferija Lainščka. Izšel je v zbirki Velike ljubezni, ki se zgleduje po zbirki Penguin Great Loves. 
Dostopna je tudi avdio verzija knjige na USB ključku.

## Vsebina
Edvard Luhajev je bil kot otrok zapuščen, zato je že dolgo brezdomec. Živi v Čertu. Prijatelj Daks, Pavlek Zotka, mu predlaga načrt za umor, saj se njegova stranka želi znebiti invalidnega. Za zločin bi prejela precej denarja, vendar ga želita izkoristiti, namesto da pristaneta v zaporu. Potrebujeta alibi, za kar poskrbi Edi, ki skuša storiti samomor s skokom z zvonika, češ da hoče k Bogu, vendar mu to preprečijo in ga odpeljejo v psihiatrično bolnišnico Sikorski. Med takmajšnjim bivanjem naj bi Edi pobegnil skozi skriven prehod in skupaj z Daskom bi opravila naročen umor, brez da bi lahko bila osumljena.
Vendar bivanje v psihiatrični bolnišnici spremeni svojo namembnost za Edija, saj tam spozna nežno, krhko žensko Galino Salaj, ki se ji prikazujejo različna bitja. Edi se počuti odlično, nima namena zapustiti ustanove, Daksa ne jemlje resno, posveča se svoji novi ljubezni, zato je Daks umor zagrešil sam in bil obsojen na dosmrtno ječo.
Nato pa na obisk pride robusten, velik moški in govori z Galino. Edi ugotovi, da je Galina poročena z njim in imata sina, za nameček pa se mož zavzema, da bi Galino čim prej premestili v Italijo, kjer bi jo zdravil priznan psihiater. Edi je to hotel preprečiti in je napadel njenega moža Tiborja. Za to dejanje je dobil kazen 12 let v zaporu.
Ko se je vrnil, je začel iskati Galino, da bi skupaj zaživela, vendar ga ni več prepoznala.(popravek:V knjigi piše,da Galino še vedno išče)